# Зарубин, Виктор Иванович
 Виктор Иванович Зарубин  (1866—1928) — русский и украинский художник, график, сценограф
, академик Императорской Академии художеств.

## Биография
Сын профессора, родился в 1866 году в Харькове. В 1885 году окончил Первую Харьковскую гимназию, затем — физико-математический факультет Харьковского университета.
В 1891 году поступил в харьковскую казённую палату чиновником особых поручений. В 1893 году вышел в отставку и в сентябре того же года отправился в Париж для обучения живописи. В Париже в продолжение трех лет он занимался в Академии Жюлиана под руководством профессоров Жюля Лефевра и Робера-Флёри. В 1896 году он выставлял картину «Из природы Нормандии».
Осенью 1896 года Зарубин переехал в Петербург и был принят в число учеников Высшего художественного училища при Императорской Академии художеств, где учился у А. И. Куинджи. На конкурсе 1898 года удостоен звания художника первой степени за картины «Дом Божий» и «Вечерний аккорд» . С 1897 года принимал участие в годичных и весенних выставках в залах Академии художеств. Секретарь Общества поощрения художеств .
В 1909 году был удостоен звания академика. В годы советской власти занимался оформлением революционных праздников, организацией выставок ленинградских художников; иллюстрировал детские книги. Член (с 1916) и экспонент (1915) ТПХВ, Общества русских акварелистов, Общины художников (1921), АХРР (1925, 1926), Общества художников им. А. И. Куинджи (1926—1928). Экспонировал свои работы также на 1-й государственной свободной выставке произведений искусств (1919), выставке петроградских художников всех направлений (1923), юбилейной выставке изобразительных искусств (1927), юбилейной выставке театрально-декорационного искусства (1927) в Ленинграде и других.
Погребен на Смоленском православном кладбище, Петровская дор., уч.40.

## Произведения
В различных провинциальных музеях:
"Вечерний аккорд"
"Дом Божий".
"Заповедная роща" (в музее Академии Художеств, СПб), 
"На поклон старине"
"Летняя пора"
"У забытой часовни"
"Рыбаки"
"Тени облаков"
"Грозное небо"
В собрании Одесского художественного музея:
- «Тихий вечер» (1897).
- Гуляние.
- Украинский пейзаж.